# 卡尔卡武埃
卡尔卡武埃，是西班牙安达卢西亚自治区科尔多瓦省的一个市镇。总面积80平方公里，总人口2805人（2001年），人口密度35人/平方公里。